# Women’s National Soccer League
Women’s National Soccer League (w skrócie WNSL) – najwyższa klasa rozgrywkowa w piłce nożnej kobiet w Australii w latach 1996 – 2004, organizowana i zarządzana przez Australian Womens Soccer Association (AWSA). Łącznie rozegrano 9 sezonów, czterokrotnie w rozgrywek triumfowała drużyna Queensland Academy of Sport.
W 2005 roku federacja AWSA zorganizowała turniej kobiecy w Canberze pod nazwą Australian Women’s Football Tournament. W turnieju triumfowała drużyna Queensland Academy of Sport. Po zakończeniu rozgrywek federacja AWSA weszła w skład Football Federation Australia (FFA). Od 2008 roku FFA organizuje rozgrywki kobiece pod nazwą W-League.     

## Rozgrywki organizowane przez AWSA

### Triumfatorzy WNSL
| Sezon      | Mistrz rozgrywek                          |
| ---------- | ----------------------------------------- |
| 1996/1997  | Queensland Academy of Sport               |
| 1997/1998  | New South Wales Institute of Sport        |
| 1998/1999  | South Australian Sports Institute Pirates |
| 1999/2000  | New South Wales Institute of Sport        |
| 2000/2001  | Queensland Academy of Sport               |
| 20001/2002 | ACT Academy of Sport                      |
| 2002/2003  | Queensland Academy of Sport               |
| 2003/2004  | New South Wales Institute of Sport        |
| 2004       | Queensland Academy of Sport               |

### Triumfator Australian Women’s Football Tournament
| Sezon | Mistrz rozgrywek            |
| ----- | --------------------------- |
| 2005  | Queensland Academy of Sport |